# Discografia de Rogério Skylab
A discografia do cantor experimental brasileiro Rogério Skylab consiste de 29 álbuns de estúdio (24 solo e cinco colaborações), um extended play, quatro álbuns ao vivo, três álbuns de vídeo, uma compilação e 28 singles. Seu début de 1992, Fora da Grei, foi financiado graças a um prêmio em dinheiro ganho por ele num festival de música no ano anterior, e desde então, quase todos seus lançamentos subsequentes saíram por conta própria ou pelo intermédio de gravadoras independentes.

## Álbuns

### Álbuns de estúdio
| Álbum                          | Ano             | Selo         | Formato   |
| ------------------------------ | --------------- | ------------ | --------- |
| Fora da Grei                   | 1992            | Independente | Vinil     |
| Skylab                         | 1999            | Independente | CD        |
| Skylab III                     | 2002            | Independente | CD        |
| Skylab IV                      | 2003            | Independente | CD        |
| Skylab V                       | 2004            | OutraCoisa   | CD        |
| Skylab VI                      | 2006            | Independente | CD        |
| Skylab VII                     | 2007            | Independente | CD        |
| Skylab VIII                    | 2008            | Independente | CD        |
| Skylab X                       | 2011            | Independente | CD        |
| Abismo e Carnaval              | 2012            | Independente | CD        |
| Melancolia e Carnaval          | 2014            | Independente | CD        |
| Desterro e Carnaval            | 2015            | Independente | Streaming |
| O Rei do Cu                    | 2018            | Independente | Streaming |
| Nas Portas do Cu               | 2019            | Independente | Streaming |
| Crítica da Faculdade do Cu     | 2019            | Independente | Streaming |
| Cosmos                         | 2020            | Independente | Streaming |
| Os Cosmonautas[A]              | 2020            | Independente | Streaming |
| Caos e Cosmos, Vol. 1          | 2021            | Independente | Streaming |
| Caos e Cosmos, Vol. 2          | 2022            | Independente | Streaming |
| Caos e Cosmos, Vol. 3          | 2023            | Independente | Streaming |
| Trilogia do Fim, Vol. 1[B]     | 2024            | Independente | Streaming |
| Trilogia do Fim, Vol. 2[C]     | 2024            | Independente | Streaming |
| Trilogia do Fim, Vol. 3[D]     | 2024            | Independente | Streaming |
| Trilogia da Putrefação, Vol. 1 | 2025            | Independente | Streaming |
| Trilogia da Putrefação, Vol. 2 | 2025 (vindouro) | Independente | Streaming |

### Extended plays
| Álbum     | Ano  | Selo         | Formato   |
| --------- | ---- | ------------ | --------- |
| Skylab EP | 2017 | Independente | Streaming |

### Álbuns ao vivo/de vídeo
| Álbum                                                    | Ano  | Selo                   | Formato   |
| -------------------------------------------------------- | ---- | ---------------------- | --------- |
| Skylab II                                                | 2000 | Independente           | CD        |
| Skylab IX                                                | 2009 | Independente           | CD, DVD   |
| Trilogia dos Carnavais: 25 Anos de Carreira ou de Lápide | 2016 | Coqueiro Verde Records | CD, DVD   |
| Live                                                     | 2022 | Independente           | Streaming |

### Colaborações
| Álbum                                   | Ano  | Selo              | Formato       | Colaborador                     |
| --------------------------------------- | ---- | ----------------- | ------------- | ------------------------------- |
| Rogério Skylab & Orquestra Zé Felipe[E] | 2009 | Independente      | CD, streaming | Zé Felipe                       |
| Skygirls                                | 2009 | Psicotropicodelia | CD, streaming | Leandra "Voz del Fuego" Lambert |
| Skylab & Tragtenberg, Vol. 1            | 2016 | Independente      | Streaming     | Livio Tragtenberg               |
| Skylab & Tragtenberg, Vol. 2            | 2016 | Independente      | Streaming     | Livio Tragtenberg               |
| Skylab & Tragtenberg, Vol. 3            | 2018 | Independente      | Streaming     | Livio Tragtenberg               |

### Compilações
| Álbum                      | Ano  | Selo        | Formato |
| -------------------------- | ---- | ----------- | ------- |
| The Best of Rogério Skylab | 2010 | Discobertas | CD      |

## Videoclipes
| Título                               | Ano  | Diretor(es)                   |
| ------------------------------------ | ---- | ----------------------------- |
| "Parafuso na Cabeça"                 | 2003 | Gustavo Caldas                |
| "Amo Muito Tudo Isso"                | 2006 | Luís Felipe Pepa              |
| "Eu Tô Sempre Dopado"                | 2008 | Amílcar Oliveira              |
| "Eu Não Consigo Sair Daqui"          | 2011 | Gustavo Caldas                |
| "Hino Americano"                     | 2014 | Gustavo Bastos                |
| "Menina Alienígena"                  | 2015 | Rodrigo Costalima e Zé Felipe |
| "Mictório"                           | 2025 | Arnaldo Belotto               |
| "Você Vai Continuar Fazendo Música?" | 2025 | Arnaldo Belotto               |
| "Skylab's Wake"                      | 2025 | Arnaldo Belotto               |
| "Alguma Coisa Caiu"                  | 2025 | Arnaldo Belotto               |

## Singles
| Single                                                | Ano  | Álbum                                                    | Selo         |
| ----------------------------------------------------- | ---- | -------------------------------------------------------- | ------------ |
| "Matador de Passarinho"                               | 1999 | Skylab                                                   | Independente |
| "Menina Alienígena" (part. Zé Felipe)                 | 2015 | —[F]                                                     | Independente |
| "Bengala de Cego" (part. Livio Tragtenberg)           | 2015 | Skylab & Tragtenberg, Vol. 1                             | Independente |
| "O que te Perturba" (Ao Vivo)                         | 2016 | Trilogia dos Carnavais: 25 Anos de Carreira ou de Lápide | Independente |
| "Bocetinha de Cocô" (part. Livio Tragtenberg)         | 2017 | Skylab & Tragtenberg, Vol. 3                             | Independente |
| "À Sombra de um Horizonte"                            | 2020 | Cosmos                                                   | Independente |
| "Cantos de Maldoror"                                  | 2021 | Caos e Cosmos, Vol. 1                                    | Independente |
| "As Coisas que Ficaram por Dizer"                     | 2021 | Caos e Cosmos, Vol. 1                                    | Independente |
| "Será que Tem?"                                       | 2021 | Caos e Cosmos, Vol. 1                                    | Independente |
| "Vampiro" (Ao Vivo)                                   | 2021 | Live                                                     | Independente |
| "A Gente Vai Ficar Surdo" (Versão Demo)               | 2022 | Caos e Cosmos, Vol. 2                                    | Independente |
| "Juízo Final" (part. Alexandre Kassin)                | 2022 | —                                                        | Independente |
| "Rua Barão de Mesquita"                               | 2023 | Caos e Cosmos, Vol. 3                                    | Independente |
| "Fátima Bernardes Experiência"                        | 2023 | Skylab V                                                 | Independente |
| "A Máquina Fantástica"                                | 2023 | Crítica da Faculdade do Cu                               | Independente |
| "Alameda Casa Branca"                                 | 2023 | Caos e Cosmos, Vol. 3                                    | Independente |
| "Vala de Perus"                                       | 2023 | Caos e Cosmos, Vol. 3                                    | Independente |
| "Minha Música" (part. Cadu Tenório)                   | 2023 | Trilogia do Fim, Vol. 1                                  | Independente |
| "Skylab's Wake" (part. Cadu Tenório)                  | 2023 | Trilogia do Fim, Vol. 1                                  | Independente |
| "Corpo sem Pé, Corpo sem Cabeça" (part. Cadu Tenório) | 2024 | Trilogia do Fim, Vol. 1                                  | Independente |
| "Os Nicks" (part. Cadu Tenório)                       | 2024 | Trilogia do Fim, Vol. 1                                  | Independente |
| "Perdição" (part. Cadu Tenório)                       | 2024 | Trilogia do Fim, Vol. 1                                  | Independente |
| "Vamos Abrir" (part. Cadu Tenório)                    | 2024 | Trilogia do Fim, Vol. 1                                  | Independente |
| "Rainha do Mar" (part. Cadu Tenório)                  | 2024 | Trilogia do Fim, Vol. 1                                  | Independente |
| "Eu Vou te Dar"                                       | 2025 | Trilogia da Putrefação, Vol. 1                           | Independente |
| "Mictório"                                            | 2025 | Skylab IV                                                | Independente |
| "Você Vai Continuar Fazendo Música?"                  | 2025 | Skylab V                                                 | Independente |
| "Alguma Coisa Caiu"                                   | 2025 | Trilogia da Putrefação, Vol. 2                           | Independente |

## Outras participações
| Canção(ões)                                                    | Ano  | Álbum                   | Comentários |
| -------------------------------------------------------------- | ---- | ----------------------- | --- |
| "Doente Porém Vivo" "São Abdul" "Calendário 1999" "Humilharal" | 2000 | Pesadelo na Discoteca   | Álbum do Zumbi do Mato. |
| "Segunda-Feira" "É Tudo Falso"                                 | 2002 | Tributo ao Inédito      | Ambas posteriormente lançadas em Skylab III.                                                                                   |
| "Revolution 9"                                                 | 2008 | Tributo ao Álbum Branco | Cover de uma canção dos Beatles de 1968.                                                                                       |
| "Três da Madrugada"                                            | 2016 | A Música Contra o Golpe | Cover de um poema de Torquato Neto musicado por Carlos Pinto e cantado por Gal Costa em 1973.                                  |
| "Entreportas"                                                  | 2020 | Monument for Nothing    | Álbum de Cadu Tenório; contribuiu com vocais e a letra.                                                                        |
| "Ratamahatta"                                                  | 2025 | —                       | Cover do Panaceia de uma canção do Sepultura de 1996; conta também com a participação do vocalista do Korzus, Marcello Pompeu. |